# Extremadura Cove
Die Extremadura Cove ist eine 700 m breite und 400 m lange Nebenbucht der Telefon Bay an der nordwestlichen Seite des Port Foster auf Deception Island im Archipel der Südlichen Shetlandinseln. 
Die Bucht war ursprünglich ein Süßwassersee, der infolge eines Vulkanausbruchs im Jahr 1967 entstanden war. Spanische Wissenschaftler entdeckten im Dezember 2006, dass der erhöhte Landstreifen, der den See von der Telfon Bay trennte, inzwischen durch Erosion abgetragen war, und nahmen die Benennung vor. Die Bucht ist Teil eines besonders geschützten Gebiets in der Antarktis (ASPA #140). Ihr Name bedeutet so viel wie Am-Ende-der-Welt-Bucht. 